# Amonit (film)
Amonit este un film dramatic romantic din 2020, scris și regizat de Francis Lee. Filmul este vag inspirat din viața paleontologei britanice Mary Anning, interpretată de Kate Winslet. Filmul se concentrează pe o relație romantică speculativă dintre Anning și Charlotte Murchison, interpretată de Saoirse Ronan. Alți actori care interpretează au fost Gemma Jones, James McArdle, Alec Secăreanu și Fiona Shaw.
Filmul a avut premiera mondială la Festivalul Internațional de Film de la Toronto pe 11 septembrie 2020. A fost lansat în Australia pe 14 ianuarie 2021 de Transmission Films și în Regatul Unit pe 26 martie 2021 de către Lionsgate.

## Intrigă
În anii 1840, colecționara de fosile și paleontoloaga Mary Anning locuiește cu mama ei bolnavă Molly, care o ajută pe Mary să conducă un mic magazin în Lyme Regis, Dorset. Mary își petrece dimineața devreme traversând plaja în timpul refluxului în căutarea de fosile pentru magazinul ei, amoniții mici fiind cea mai comună descoperire a ei. Când se întoarce, o ajută pe mama ei să spele și să lustruiască o colecție de opt figurine de animale.
Într-o zi, geologul Roderick Murchison vizitează magazinul lui Mary acompaniat de soția sa, Charlotte. El își exprimă admirația pentru munca lui Mary și se oferă să o plătească pentru o excursie la țărm în care ea să fie ghid, unde poate afla de la Mary despre colectarea de fosile. Deși inițial antagonistă, Mary îi acceptă oferta. În acea noapte, în camera lor de la hotelul Three Cups, Roderick o tratează rece pe Charlotte, respingându-i propunerile sexuale, deoarece el afirmă că nu este momentul să mai aibă un copil.
Roderick se întoarce din călătoria sa de dimineață cu Mary la țărm și o găsește pe Charlotte în patul ei, într-o stare depresivă. El se întoarce la magazinul lui Mary și dezvăluie că Charlotte a fost trimisă în convalescență la Lyme Regis și o încredințează în grija lui Mary, deoarece el va pleca în Europa pentru o expediție care va dura patru până la șase săptămâni. Mary acceptă fără tragere de inimă, nevrând să renunțe la bani. Charlotte începe să iasă cu Mary în excursiile ei de dimineață pe plajă.
După ce s-a scăldat în ocean ca parte a tratamentului ei, Charlotte se îmbolnăvește având febră mare. Medicul ei, Dr. Lieberson, prescrie repaus la pat și o desemnează pe Mary să fie asistenta ei. Mary o vizitează pe prietena ei Elizabeth Philpot, de la care cumpără un borcan cu unguent pentru a o ajuta pe Charlotte să se recupereze. Mary refuză oferta prietenoasă a lui Elizabeth de a veni în vizită. Charlotte își revine repede și de atunci o însoțește pe Mary în mai multe plimbări și încearcă să o ajute la treburile casnice. Împreună cu Mary, ea este capabilă să construiască o ramă de oglindă făcută din ghiocuri. Întristată de propriile ei încercări eșuate de a avea un copil, Charlotte află că figurinele pe care Molly le curăță în fiecare zi reprezintă cei opt copii ai săi decedați.
Dr. Lieberson vizitează magazinul și o invită pe Mary la un recital de seară. Mary acceptă, dar insistă să o aducă și pe Charlotte, despre care crede că și-a revenit complet. În acea noapte, Charlotte se întâlnește cu locuitorii orașului, în timp ce o Mary geloasă fumează afară, în ploaie, în timp ce privește prin fereastră. Ei urmăresc un spectacol cu felinare magice care se desfășoară în timpul unui spectacol de violoncel înainte ca Mary să plece și să se întoarcă acasă în timpul furtunii. Charlotte sosește curând și o găsește pe Mary scriind o poezie romantică în jurnalul ei.
Folosind scândurile de pe o barcă de pe plajă, Mary și Charlotte mută o piatră mare în magazin. Înăuntru, ei găsesc fosila unui ihtiosaur asemănător cu cel găsit de Mary la vârsta de 11 ani și trimis la British Museum. În timp ce curăță uneltele lui Mary pentru a se pregăti de culcare, Charlotte o sărută pe Mary de noapte bună; acest lucru aprinde atracția dintre ele. Relația lor devine din ce în ce mai pasională, se scaldă împreună în ocean și își împart mesele. În curând sosește o scrisoare de la Roderick, prin care îi cere lui Charlotte să se întoarcă acasă la Londra. Distruse, Charlotte și Mary fac sex pasional în noaptea dinaintea plecării lui Charlotte. Mai târziu, Molly cade acasă și moare la scurt timp după. Elizabeth o vizitează pe Mary care este deprimată pentru a-și exprima condoleanțe. Ea o încurajează pe Mary să nu-și abandoneze relația cu Charlotte, așa cum Mary a făcut propria lor relație romantică după moartea tatălui lui Mary.
Mary primește o scrisoare de la Charlotte în care îi cere să călătorească la Londra. La sosirea în casa familiei Murchison, Mary vede una dintre fosilele mari de amoniți expuse într-un dulap de sticlă. Charlotte o duce pe Mary la etaj, unde îi arată lui Mary un dormitor complet mobilat în care să se mute. Perturbată, Mary pleacă după ce a acuzat-o pe Charlotte că nu și-a respectat viața, declarând că nu va deveni un ornament pe care Charlotte să-l expună într-o „cușcă aurită”.
La British Museum, Mary își croiește drum prin sălile de picturi și sculpturi. Ea găsește cutia de expoziție care conține ihtiozaurul ei original, dar constată că nu se menționează despre ea. Charlotte sosește, iar cele două femei se privesc prin geam.

## Distribuție
- Kate Winslet în rolul Mary Anning
- Saoirse Ronan în rolul Charlotte Murchison[4]
- Fiona Shaw în rolul Elizabeth Philpot
- Gemma Jones în rolul Molly Anning
- James McArdle în rolul Roderick Murchison
- Alec Secăreanu în rolul Dr. Lieberson
- Claire Rushbrook în rolul Eleanor Butters

## Producție
În decembrie 2018, s-a anunțat că Saoirse Ronan și Kate Winslet s-au alăturat distribuției filmului, cu Francis Lee regizor și scenarist. Iain Canning, Fodhla Cronin O'Reilly și Emile Sherman au fost producători pentru See-Saw Films, BBC Films și British Film Institute. În martie 2019, Fiona Shaw a anunțat că va face parte din film. În mai 2019, s-a anunțat că Alec Secareanu, James McArdle și Gemma Jones s-au alăturat distribuției filmului.
Filmările principale au început pe 11 martie 2019, în Lyme Regis, Dorset. Scenele au fost filmate cronologic pentru a aprofunda imersiunea în traiectoria psihologică a personajelor. David Tucker, director al Muzeului Lyme Regis, a fost consultant cu privire la acuratețea științifică a filmului.

## Lansare
În februarie 2019, Lionsgate și Transmission Films au achiziționat drepturile de distribuție din Marea Britanie și, respectiv, Australia pentru Amonit. În ianuarie 2020, Neon a achiziționat drepturile de distribuție a filmului în SUA și Canada pentru 3 milioane de dolari. Amonit a fost programat să aibă premiera mondială la Festivalul de Film de la Cannes din acel an, înainte de anularea festivalului din cauza pandemiei de COVID-19. De asemenea, a fost selectat pentru a fi proiectat la Festivalul de Film Telluride din Colorado, în septembrie a acelui an, înainte de anularea sa din cauza pandemiei.

## Primire

### Box office
În sfârșitul de săptămână când a fost lansat s-au încasat 87.552 de dolari din 280 de cinematografe. 

### Critici
Pe agregatorul de recenzii Rotten Tomatoes, filmul are un rating de aprobare de 69% pe baza a 245 de recenzii, cu un rating mediu de 6,7/10. Consensul critic al site-ului web spune: „Chimia dintre Saoirse Ronan și Kate Winslet ajută filmul să depășească capcanele romantice ale perioadei.” Pe Metacritic, filmul are un scor mediu ponderat de 72 din 100, bazat pe 41 de recenzii, indicând „recenzii în general favorabile ”.
The Hollywood Reporter a plasat filmul pe locul 4 pe lista celor mai bune filme din 2020. Filmul a fost plasat pe locul 27 pe lista Indiewire a celor mai bune 50 de filme din 2020 și pe locul 43 pe lista de sfârșit de an al Esquire.

### Acuratețe istorică
Nu există dovezi cu privire la sexualitatea lui Anning în viața reală, iar acuratețea istorică a filmului a fost pusă la îndoială. Două dintre rudele îndepărtate ale lui Anning au avut opinii diferite cu privire la decizia de a o prezenta ca pe o lesbiană, Lorraine Anning susținând filmul, dar Barbara Anning criticând alegerea.
Lee și-a apărat decizia, spunând într-o serie de tweet-uri: „După ce a văzut că istoria queer este în mod obișnuit „îndreptată” în întreaga cultură, s-a prezentat ca fiind un personaj istoric în care nu există nicio dovadă a unei relații heterosexuale, nu este permis să vedem acea persoană într-un alt context? Ar fi simțit acești ziariști nevoia să inventeze citate neinformate din experți autoproclamați dacă sexualitatea personajului s-ar fi presupus a fi heterosexuală?„ Unele recenzii au criticat și alegerea. Un articol din The Guardian spunea: „Nimeni nu știe dacă Mary Anning a avut iubiți. Dar ceea ce face bine un film nou este să prezinte rolul vital pe care l-au jucat femeile în viața ei”.